# Kováň
Kováň är en ort i Tjeckien.   Den ligger i regionen Mellersta Böhmen, i den centrala delen av landet, 40 km nordost om huvudstaden Prag. Kováň ligger 298 meter över havet och antalet invånare är 135.
Terrängen runt Kováň är platt.Runt Kováň är det ganska tätbefolkat, med 65 invånare per kvadratkilometer. Närmaste större samhälle är Mladá Boleslav, 9,0 km öster om Kováň. Trakten runt Kováň består till största delen av jordbruksmark.